# Coelophoris ankasoka
Coelophoris ankasoka là một loài bướm đêm trong họ Noctuidae.